# Романівка (Берестинський район)
Рома́нівка —  село в Україні, у Берестинському районі Харківської області. Населення становить 45 осіб. До 2020 орган місцевого самоврядування — Рунівщинська сільська рада.
Після ліквідації Зачепилівського району 19 липня 2020 року село увійшло до Красноградського (Берестинського) району.

## Географія
Село Романівка знаходиться за 2 км від річки Орчик (лівий берег), вище за течією на відстані 1 км розташоване село Новоселівка, нижче за течією на відстані 1 км - село Устимівка, на протилежному березі - село Чернещина.

## Історія
- 1775 - дата заснування.

## Населення
Згідно з переписом УРСР 1989 року чисельність наявного населення села становила 50 осіб, з яких 27 чоловіків та 23 жінки.
За переписом населення України 2001 року в селі мешкала 41 особа.

### Мова
Розподіл населення за рідною мовою за даними перепису 2001 року:
| Мова       | Відсоток |
| ---------- | -------- |
| українська | 82,22 %  |
| російська  | 17,78 %  |

## Економіка
- Молочно-товарна і свино-товарна ферми.
- Газопровід «Союз».